# 坐冰塊
坐冰塊是一種凌虐之刑罰：縛住犯人手腳迫他坐在冰塊上問供，不說實話罰坐越久。在冬天使用此刑有加倍效果，加吹電扇也有加倍效果；瘦犯人極畏懼此刑；此刑罰歷史悠久，西漢蘇武初被匈奴逮捕時曾受此刑。